# Opothleyahola
Opothleyahola (c. 1780 – 22 mars 1863) est un important chef creek et l'un des principaux opposants à la politique de déportation des Amérindiens menée par le gouvernement des États-Unis dans les années 1830.
Durant la guerre de Sécession, il fait partie de la minorité de Creeks du Territoire indien qui choisissent de rester fidèle à l'Union et conduit ses partisans vers le Kansas pour y trouver refuge. Au cours de leur exode, ils sont attaqués par les troupes confédérées à trois reprises, lors des batailles de Round Mountain, Chusto-Talasah et Chustenahlah.